# Ixeris debilis
Ixeris debilis  (лат.) — вид двудольных растений рода Иксерис (Ixeris) семейства Астровые (Asteraceae). Впервые описан под названием Prenanthes debilis Thunb. в 1784 году, перенесён в род Иксерис американским ботаником Эйсой Греем.
Иногда выделяется самостоятельный подвид Ixeris debilis subsp. litoralis (Kitam.) Kitam..

## Распространение
Известен из Китая, Тайваня, Японии, Северной Кореи, Южной Кореи, Вьетнама и Лаоса.
Растёт по песчаным берегам. Широко распространён на всём ареале.

## Ботаническое описание
Многолетнее травянистое растение.
Стебли длинные и тонкие, разветвлённые, стелющиеся.
Листья черешчатые, от линейных до лопатчато-эллиптических, желтовато-зеленого цвета, зубчатые, с заострённой вершиной.
Соцветий-корзинок по 1—5 на растение, каждое с 20—24 жёлтыми язычковыми цветками.
Плод — узковеретеновидная бороздчатая семянка коричневого цвета, слегка вогнутая, с придатком-паппусом.

## Синонимы
Синонимичные названия:
- Chondrilla debilis (Thunb.) Poir.
- Ixeris japonica f. dissecta Nakai
- Lactuca debilis (Thunb.) Benth. ex Maxim.
- Lactuca debilis f. sinuata Kuntze
- Prenanthes debilis Thunb.basionym
- Youngia debilis (Thunb.) DC.